# Luigi Tinti
Luigi Tinti, noto con il nome di battaglia Bob (Imola, 21 giugno 1920 – Imola, 1º ottobre 1954), è stato un partigiano italiano.
Dal giugno 1944 fu comandante della 36ª Brigata Garibaldi "Alessandro Bianconcini", che contava oltre mille partigiani, prendendo parte a numerosi scontri con i nazifascisti, tra cui quello di Monte Battaglia.
Successivamente partecipò alla liberazione di Bologna con il Gruppo di Combattimento "Cremona".
Nel dopoguerra tornò a lavorare come operaio meccanico e morì di tubercolosi nel 1954, a 34 anni.